# Klosterschänke Hude
Die Klosterschänke Hude in Hude, Von-Witzleben-Allee 3, wurde im 19. Jahrhundert gebaut.
Das Haus wird heute als Restaurant genutzt.
Das Gebäude steht unter Denkmalschutz (siehe auch Liste der Baudenkmale in Hude (Oldenburg)).

## Geschichte

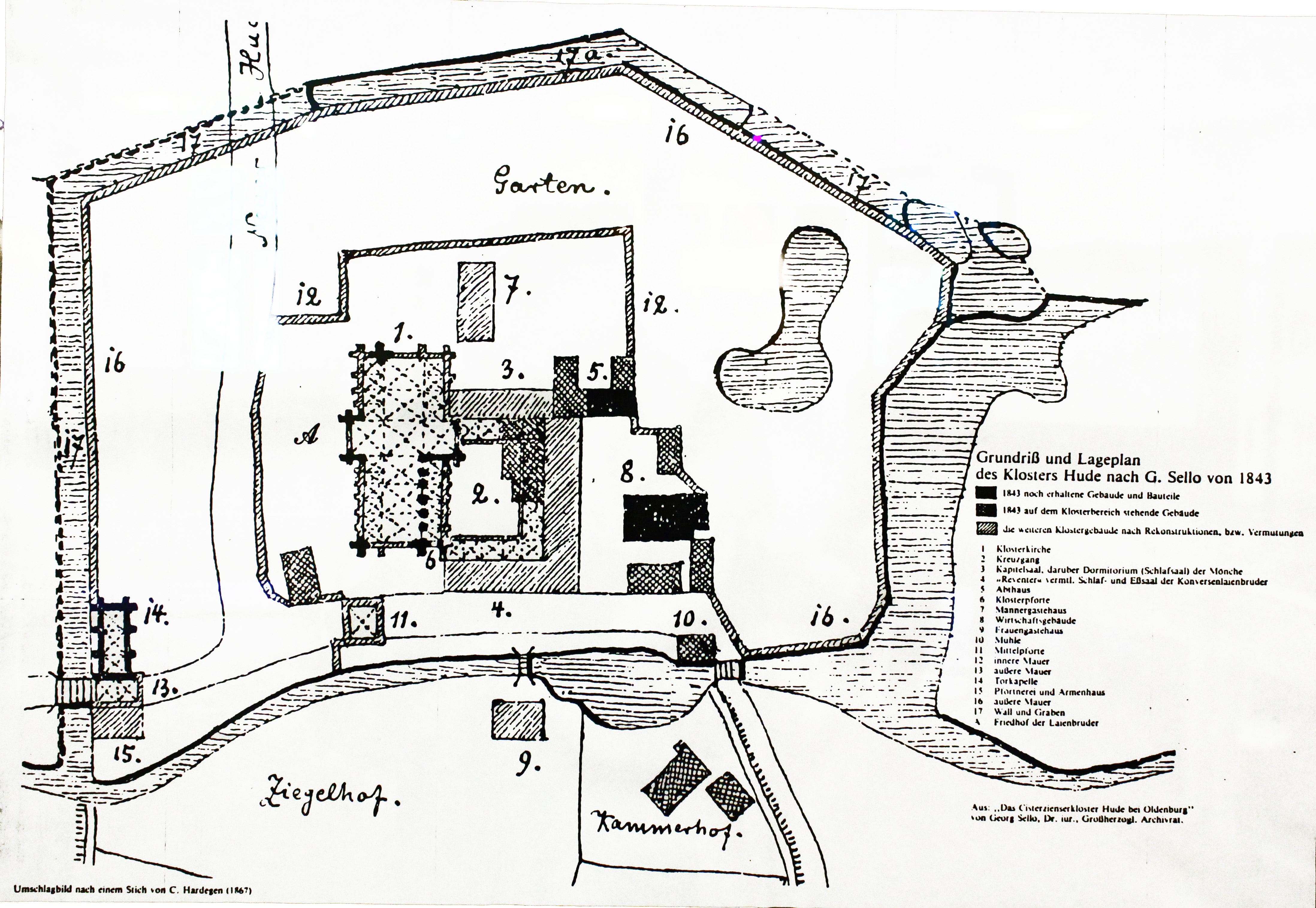
Lageplan von Kloster Hude. Die Klosterschänke Hude befindet sich im Wirtschaftsgebäude Nr. 8. (1843)

Das Kloster Hude war von 1232 bis 1536 (nach der Reformation) in Hude eine ehemalige Zisterzienserabtei, das als Ruine erhalten ist.
Bier war für das Kloster wichtig und wurde zuerst im Mittelalter für das Kloster in Bernebüttel gebraut. Später entstand auf dem Areal ein Brauhaus. Die erste Klosterschänke hatte um 1700 eine günstige Lage in Kirchennähe.
Das  eingeschossige verklinkerte und zum Teil verputzte (Giebel) traufständige Gebäude auf dem Klosterareal mit Krüppelwalmdach und Anbau mit Schleppdach stammt aus dem frühen 19. Jahrhundert. Friedrich zu Campe beantragte 1856 eine Konzession für die Brauerei der Klosterschänke. Pächter waren im 19. Jahrhundert unter anderem Heißenbüttel (1853), Sosath (1856), Dierßen, Bultmeyer (1895). 1978 wurde das Haus saniert und wandelte sich zu einem Restaurant mit Saal, Klubraum, Hotel- und Feriengästezimmern sowie einem kleinen Geschenkeladen.
Nördlich steht das Museum Kloster Hude, die Klosterruinen und das Herrenhaus bzw. Abtshaus sowie südöstlich die Klostermühle Hude.